# Lucas Glover
Lucas Hendley Glover (født 12. november 1979 i Greenville, South Carolina, USA) er en amerikansk golfspiller, der pr. juni 2008 står noteret for 2 sejre på PGA Touren. Hans bedste resultat i en Major-turnering er hans sejr ved US Open i 2009.